# حصن بيت الأحزان
حصن بيت الأحزان أو قلعة شاتليه (بالفرنسية: Chastelet) كان حصناً يقع بجانب مخاضة يعقوب، وهي مخاضة في الجزء العلوي من نهر الأردن في فلسطين. شيد فرسان الهيكل وقوات مملكة بيت المقدس الحصن خلال الحروب الصليبية، لكن جيش صلاح الدين الأيوبي تمكن من هدمه في 1179.

## تسميته
ذُكر الحصن في المصادر العربية باسم «حصن بيت الأحزان» و«حصن مخاضة يعقوب» و«الحصن اليعقوبي». وعٌرف عند الصليبيين باسم «شاتليه» والتي تعني بوابة الحراسة المحصنة. أما مخاضة يعقوب فقد عُرفت بالاسم اللاتيني «فادوم يعقوب» وفي العبرية الحديثة باسم «عطيرت».

## موقعه
يقع الحصن على بعد 500 م جنوب غرب مخاضة يعقوب على نهر الأردن وبمسافة متقاربة من هونين شمالاً وبحيرة طبريا جنوباً. كما يقع على بعد 15 كم شمال شرق صفد و16 كم جنوب غرب بانياس ويبعد عن بيت المقدس حوالي 160 كم.

## تاريخه

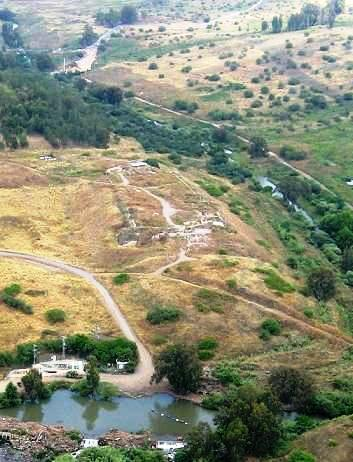
أطلال الحصن كما تظهر من الأعلى.

كان الهدف من القلعة أن تكون بمثابة حصن ضد التوغلات الإسلامية في مملكة بيت المقدس ولتعزيز حماية الحجاج والتجار عبر فلسطين المسيحية. اشترك فرسان الهيكل ومملكة بيت المقدس في بناء القلعة بموجب أوامر بلدوين الرابع ملك أورشاليم، وبدأ بناء القلعة في 1178. انتهى تشييد الأسوار الرئيسية (المبنية من الجير والحجر والحصى) والأساسات بحلول مايو 1179، والتي تضمنت سوراً محيطياً بخمسة أبواب وبرجاً.
كان هناك حوالي 1500 رجل يعسكرون في القلعة عندما بدأ صلاح الدين الهجوم الأولي الذي نجح صده في يونيو. إلا أن القوات المسيحية تلقت هزيمة حاسمة في معركة مرج عيون خلال محاولتها تعزيز قوات القلعة ومواجهة جيش المسلمين. ونتيجة لذلك، تمكنت قوات صلاح الدين الأيوبي من فرض الحصار على القلعة أثناء حصار مخاضة يعقوب في أغسطس 1179. أدى الحصار الشديد والمكثف إلى انهيار الباربيكان (بوابة الحراسة) لكن القلعة صمدت لعدة أيام حتى نجح النقابون في حفر نفق أدى إلى سقوط البرج الرئيسي. ثم نجحت قوات صلاح الدين في الاستيلاء على القلعة. أعدم المدافعون الناجين واستولوا على مخزن الأسلحة، بما في ذلك حوالي 1000 طبقة من الدروع وهُدمت القلعة تماماً لمنع استخدامها مجدداً من قبل القوات المسيحية.
كانت القلعة موقعاً لتنقيبات أثرية واسعة النطاق خلال القرن العشرين وأوائل القرن الحادي والعشرين. وشمل ذلك اكتشاف أفران خبز ذات غرفتين واسعتين. ومن الجدير بالذكر أنه عُثر أيضاً على أكثر من 160 قطعة نقدية من مختلف الأنواع، وهي تمثل مصدراً رئيسياً للعملات المعدنية من عصر الحملات الصليبية الفرنجية.